# Müngstener Brücke
De Müngstener Brücke is de hoogste spoorbrug van Duitsland. De stalen boogbrug maakt deel uit van het traject Wuppertal-Oberbarmen–Solingen (lijn S7 van de S-Bahn Rhein-Ruhr) en heeft twee sporen. De brug overspant tussen de steden Remscheid en Solingen, op 107 meter hoogte, het dal van de Wupper. Doordat de brug open ging werd de afstand over het spoor verkort van 42 km naar 8 km.
Tot het einde van het Duitse Keizerrijk in 1918 droeg de brug de naam Kaiser-Wilhelm-Brücke ter ere van keizer Wilhelm I. Daarna is de brug vernoemd naar Müngsten, een nabijgelegen dorpje dat inmiddels niet meer bestaat.

## Constructie

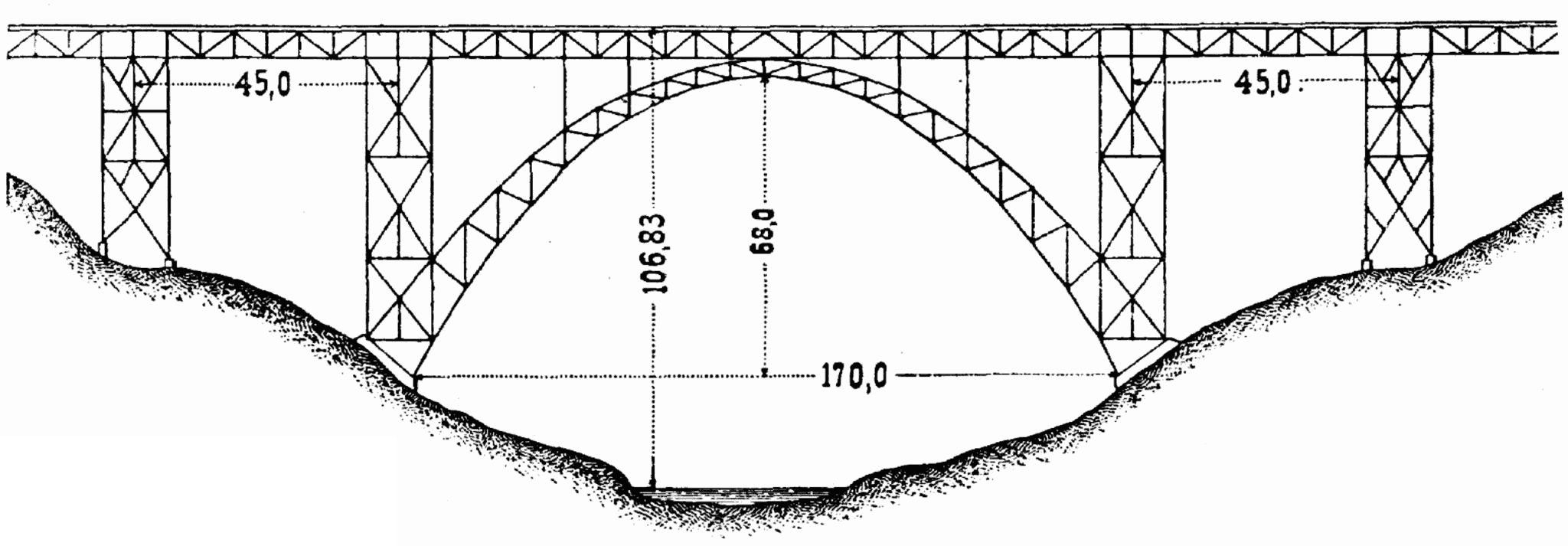
Constructietekening

De brug werd via de methode van de vrije voorbouw gebouwd, dat wil zeggen dat de hoofdboog zonder verdere hulpconstructies gebouwd is. De hoofdboog heeft een overspanning van 170 meter. De lengte van de staalconstructie is 465 meter. In totaal werden voor de bouw van de brug 5000 ton staalprofielen en 950.000 klinknagels gebruikt. Op 15 juli 1887 werd de brug geopend.
Anton von Rieppel (1852 – 31 januari 1926), een Duitse architect en ingenieur was verantwoordelijk voor de uitvoer van de bouw. Hij heeft waarschijnlijk de brug ook ontworpen. Er is een kleine herinneringsplaque voor hem onder aan de brug.
In 2010 bleek dat de brug grote roestproblemen had, waarna snelheids- en gewichtsbeperkingen voor treinen op de brug van kracht werden en is besloten de brug te renoveren. De brug is in december 2021, na 10 jaar renovatie,  opgeleverd.

## Toerisme
Het is niet mogelijk de brug te betreden omdat het een spoorbrug is. Wel kan de trein genomen worden. Als attractie wordt er soms met historische treinen gereden.
Onder de brug ligt het Brückenpark Müngsten, een klein park waar je langs de Wupper kan lopen en uitzicht hebt op de brug.